# Kanal durch Zuid-Beveland

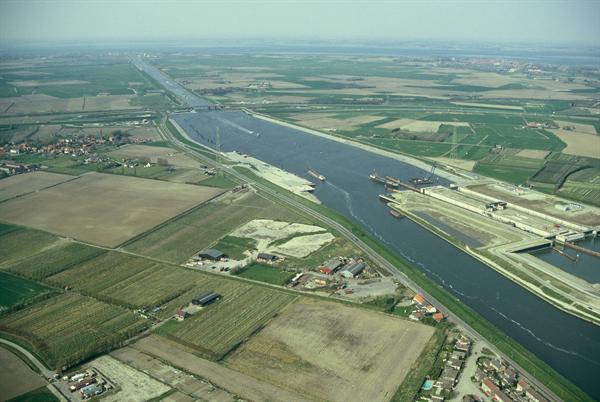
Der Kanal durch Zuid-Beveland

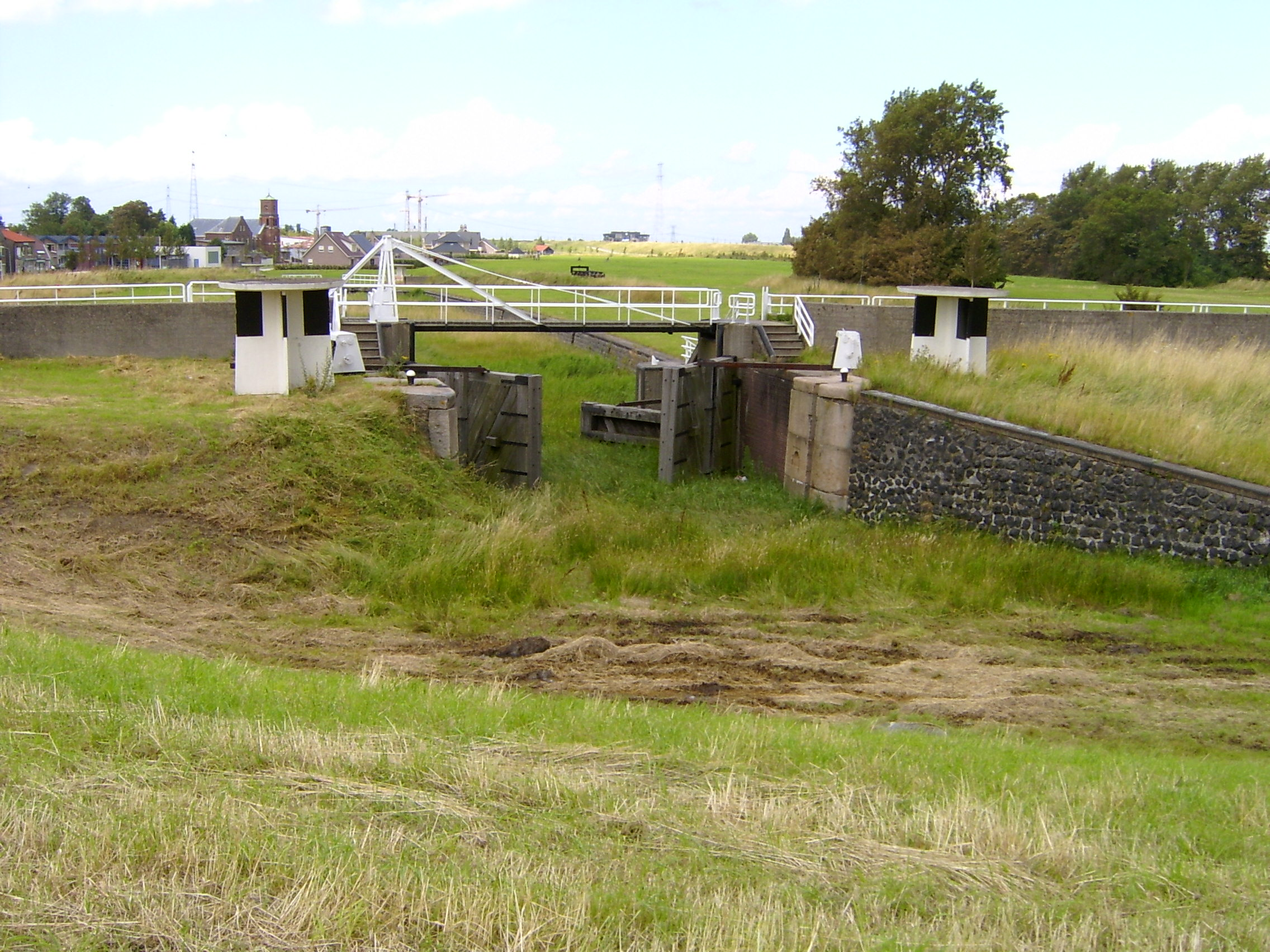
Alte Schleuse Hansweert

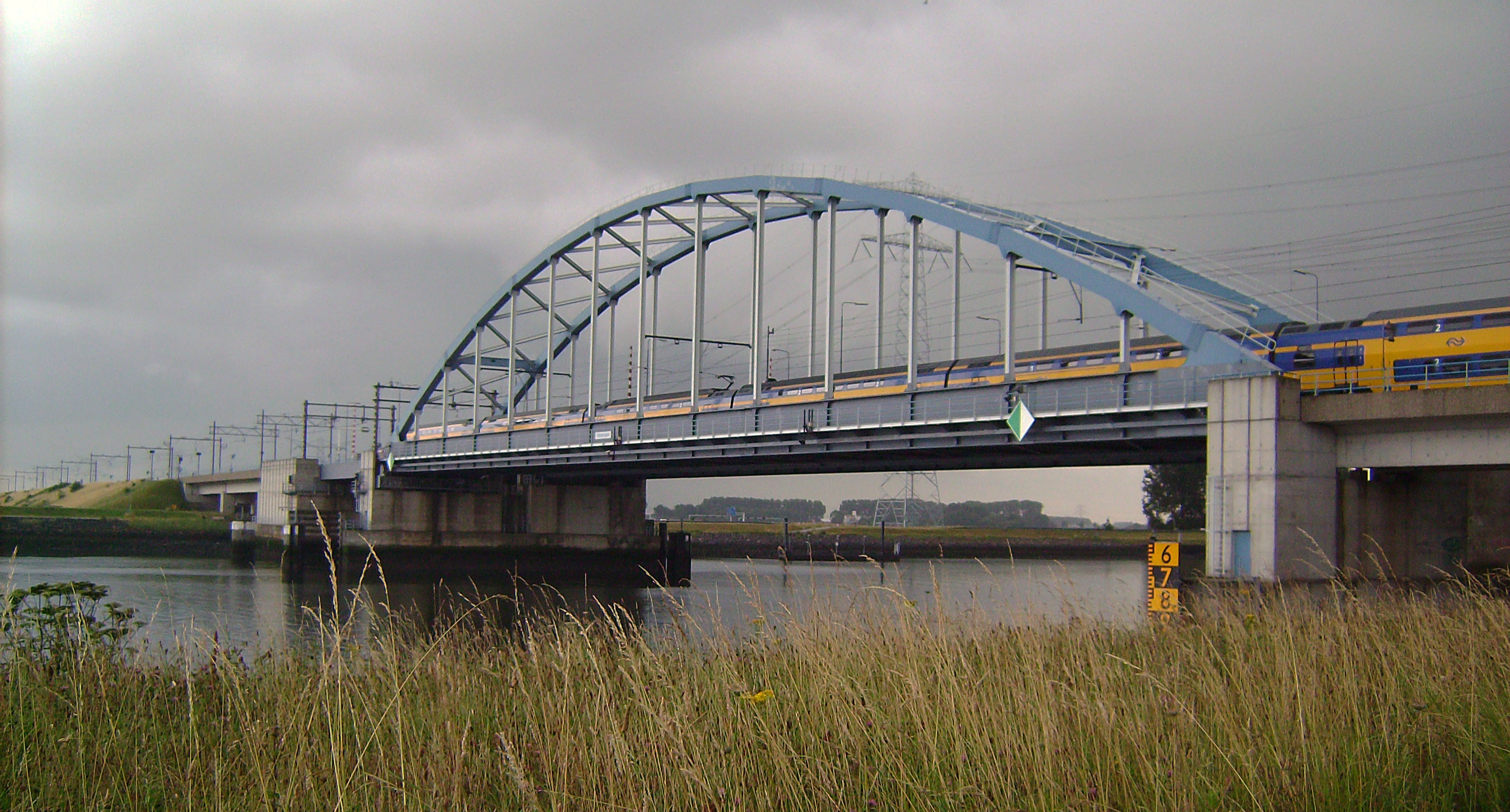
Eisenbahnbrücke über den Kanal durch Zuid-Beveland

Der Kanal durch Zuid-Beveland (niederländisch Kanaal door Zuid-Beveland) durchquert die niederländische Halbinsel Zuid-Beveland und verbindet die Westerschelde mit der Oosterschelde. Er wurde zwischen 1850 und 1866 angelegt und hat eine Länge von rund 10,80 Kilometern. Weitere Kanäle befinden sich am östlichen Ende der Halbinsel, der Schelde-Rhein-Kanal, und am südwestlichen Ende der Kanal durch Walcheren. Beide Wasserwege ermöglichen eine Schiffsverbindung von Antwerpen zum Rhein. Im 19. Jahrhundert war der Kanal einer der meistbefahrenen Kanäle Europas. Erst mit Eröffnung des Schelde-Rhein-Kanals verlor er an Bedeutung, ist aber immer noch wichtig für die Verbindung mit Gent (Belgien). Ende der 1980er Jahre wurde nach Fertigstellung der Oosterscheldeindeichung die Schleuse Wemeldinge geschlossen und die Kanaleinfahrt verlegt.
An der Einmündung in die Westerschelde bei Hansweert befindet sich eine Doppelschleuse mit den Abmessungen 280 × 24 Meter. Der Kanal mit der CEMT-Klasse VIb klassifiziert und für Schubverbände mit bis zu vier Leichtern befahrbar. Die Wassertiefe und somit auch die Brückenhöhen sind von der Gezeitenhöhe in der Osterschelde beeinflusst, die Wassertiefe beträgt 6,50 bis 4,80 Meter. Über den Kanal führen zwei Straßenbrücken und eine Eisenbahnbrücke. Alle Brücken haben neben einem festen Teil auch jeweils eine Klappbrücke. Die Durchfahrtshöhen sind (bei mittlerem Wasserstand auf der Nordsee) 10,50 m unter den festen Teilen und 9,50 m unter den geschlossenen Klappbrücken.
Im Jahr 2006 passierten 43.374 Frachtschiffe und 9.625 Freizeitboote den Kanal.
Die Autobahn 58 unterquert den Kanal durch den Vlaketunnel.